# Список почесних консульств Чехії
Нижче представлено список почесних консульств Чехії. Чеська Республіка має дипломатичні стосунки із 191 державами світу, в 92 з яких є посольство Чехії, із них в 10 є також генеральні консульства. В багатьох містах, де немає професійного дипломатичного чи консульського представництва, були відкриті почесні консульства, в яких працюють почесні консули, які не є професійними дипломатами і для яких обов'язки почесного консула зазвичай не є основним працевлаштуванням.

## Бразилія
- Бразилія: Батайпоран
- Бразилія: Белу-Оризонті
- Бразилія: Блуменау
- Бразилія: Віла-Велья
- Бразилія: Порту-Алегрі
- Бразилія: Ресіфі
- Бразилія: Ріо-де-Жанейро
- Бразилія: Салвадор
- Бразилія: Форталеза
- Бразилія: Фос-ду-Іґуасу

## Іспанія
- Іспанія: Барселона
- Іспанія: Бенідорм
- Іспанія: Більбао
- Іспанія: Ла-Оротава
- Іспанія: Ов'єдо
- Іспанія: Пальма-де-Майорка

## Італія
- Італія: Анкона
- Італія: Венеція
- Італія: Генуя
- Італія: Кальярі
- Італія: Мілан
- Італія: Неаполь
- Італія: Палермо
- Італія: Удіне
- Італія: Флоренція

## Колумбія
- Колумбія: Барранкілья
- Колумбія: Богота
- Колумбія: Букараманґа
- Колумбія: Калі
- Колумбія: Картахена
- Колумбія: Медельїн

## Німеччина
- Німеччина: Гамбург
- Німеччина: Дортмунд
- Німеччина: Нюрнберг
- Німеччина: Росток
- Німеччина: Штутгарт
- Німеччина: Франкфурт-на-Майні

## Сполучені Штати Америки
- США: Анкоридж
- США: Атланта
- США: Боулдер
- США: Веллслі
- США: Гонолулу
- США: Дженкінтон
- США: Канзас-Сіті
- США: Кеннер
- США: Кларенс
- США: Лас-Вегас
- США: Лівінґстон
- США: Літл-Рок
- США: Маямі
- США: Орландо
- США: Парадайс-Вейлі
- США: Піттсбург
- США: Сан-Франциско
- США: Сан-Хуан
- США: Сент-Пол
- США: Сіетл
- США: Солт-Лейк-Сіті
- США: Тігард
- США: Х'юстон
- США: Шарлотт

## Франція
- Франція: Баї-Мао
- Франція: Бордо
- Франція: Діжон
- Франція: Лілль
- Франція: Ліон
- Франція: Марсель
- Франція: Нант
- Франція: Страсбург

## Європа
- Австрія: Ваттенс
- Австрія: Грац
- Австрія: Зальцбург
- Австрія: Клагенфурт-ам-Вертерзе
- Австрія: Лінц
- Андорра: Андорра-ла-Велья
- Бельгія: Антверпен
- Бельгія: Гент
- Бельгія: Льєж
- Бельгія: Намюр
- Білорусь: Берестя
- Болгарія: Варна
- Болгарія: Пловдив
- Велика Британія: Единбург
- Велика Британія: Манчестер
- Велика Британія: Ньютаунардс
- Гібралтар: Гібралтар
- Греція: Іракліон
- Греція: Палео-Фаліро
- Греція: Родос
- Греція: Салоніки
- Ісландія: Рейк'явік
- Іспанія: Більбао
- Кіпр: Нікосія
- Люксембург: Люксембург
- Монако: Монако
- Нідерланди: Гронінген
- Норвегія: Берген
- Норвегія: Сйовеган
- Норвегія: Тронгейм
- Польща: Бидгощ
- Польща: Вроцлав
- Польща: Лодзь
- Польща: Познань
- Польща: Ченстохова
- Португалія: Санту-Тірсу
- Португалія: Фару
- Росія: Ханти-Мансійськ
- Румунія: Тімішоара
- Україна: Дніпро
- Україна: Ужгород
- Україна: Харків
- Фінляндія: Тампере
- Швейцарія: Базель
- Швейцарія: Лугано
- Швеція: Мальме

## Азія
- Бангладеш: Дакка
- Бахрейн: Манама
- В'єтнам: Хошимін
- Ємен: Сана
- Ізраїль: Ейлат
- Ізраїль: Єрусалим
- Ізраїль: Хайфа
- Індія: Колката
- Індія: Мумбаї
- Індонезія: Макасар
- Індонезія: Санур
- Індонезія: Сурабая
- Казахстан: Алмати
- Киргизстан: Бішкек
- Лаос: В'єнтьян
- Непал: Катманду
- Пакистан: Карачі
- Пакистан: Лахор
- Палестина: Вифлеєм
- Саудівська Аравія: Джидда
- Сирія: Алеппо
- Сирія: Латакія
- Сінгапур: Сінгапур
- Таїланд: Мае-Сай
- Таїланд: Пхукет
- Туреччина: Анталья
- Туреччина: Ізмір
- Туреччина: Мерсін
- Філіппіни: Давао
- Філіппіни: Себу
- Шрі-Ланка: Коломбо

## Північна Америка
- Беліз: Орандж-Вок
- Гаїті: Порт-о-Пренс
- Гватемала: Гватемала
- Гондурас: Тегусігальпа
- Гренландія: Нуук
- Домініканська Республіка: Санто-Домінго
- Канада: Ванкувер
- Канада: Вікторія
- Канада: Калгарі
- Канада: Монреаль
- Коста-Рика: Сан-Хосе
- Мексика: Беніто-Хуарес
- Мексика: Гвадалахара
- Мексика: Гуадалупе
- Мексика: Еміліано Сапата
- Мексика: Тіхуана
- Нікарагуа: Манагуа
- Панама: Панама
- Сальвадор: Сан-Сальвадор
- Сент-Вінсент і Гренадини: Кінгстаун
- Тринідад і Тобаго: Порт-оф-Спейн
- Ямайка: Кінгстон

## Південна Америка
- Аргентина: Мендоса
- Аргентина: Саенс-Пенья
- Болівія: Ла-Пас
- Болівія: Санта-Крус-де-ла-Сьєрра
- Гаяна: Джорджтаун
- Еквадор: Гуаякіль
- Еквадор: Кіто
- Парагвай: Асунсьйон
- Перу: Каяо
- Суринам: Парамарибо
- Уругвай: Монтевідео

## Африка
- Ботсвана: Габороне
- Гамбія: Банжул
- Гвінея: Конакрі
- Джибуті: Джибуті
- Єгипет: Александрія
- Кабо-Верде: Прая
- Камерун: Дуала
- Маврикій: Порт-Луї
- Мавританія: Нуакшот
- Малаві: Лілонгве
- Малі: Бамако
- Марокко: Касабланка
- Марокко: Фес
- Мозамбік: Мапуту
- Нігер: Ніамей
- Республіка Конго: Браззавіль
- Республіка Конго: Кіншаса
- Руанда: Кігалі
- Сейшельські Острови: Вікторія
- Судан: Хартум
- Танзанія: Дар-ес-Салам
- Того: Ломе

## Австралія та Океанія
- Австралія: Аделаїда
- Австралія: Брисбен
- Австралія: Мельбурн
- Австралія: Перт
- Австралія: Гобарт
- Маршаллові Острови: Маджуро
- Нова Зеландія: Квінстаун
- Нова Зеландія: Окленд
- Палау: Корор
- Папуа Нова Гвінея: Порт-Морсбі